# Eiichirō Suzuki
Eiichirō Suzuki (鈴木 英一郎 Suzuki Eiichirou) es un seiyū japonés nacido un 2 de junio en la Prefectura de Aichi. Es reconocido por ser el narrador de varias temporadas de la  serie tokusatsu Kamen Rider. Está afiliado a Office Osawa.

## Roles Interpretados

### Series de Anime
1996
- Detective Conan como el Detective Simon.

1998
- Cowboy Bebop como Nero (ep 16).
- Devilman Lady como Sakazawa Shiro y Wolver (ep 1).

1999
- Seikai no Monshō como Teal Clint.

2015
- Arslan Senki como el Narrador.

2016
- Arslan Senki: Fūjin Ranbu como el Narrador.

### OVAs
2005
- Seikai no Senki III como Til Corinth (ep 2).

### Películas
1998
- Detective Conan: La decimocuarta víctima como Joe Murakami.

### Tokusatsu
2003
- Kamen Rider 555 como el Narrador.

2006
- Kamen Rider Kabuto como el Narrador.

2009
- Kamen Rider Decade como el Narrador.
- Kamen Rider × Kamen Rider Double & Decade: Movie War 2010 como el Narrador.

### Videojuegos
- Atelier Elie: The Alchemist of Salburg 2 como Kugel Richter.